# Der verwünschte Keller
Der verwünschte Keller ist ein Märchen. Es ist in den Irischen Elfenmärchen der Brüder Grimm an Stelle 12 enthalten, die sie 1825 aus Fairy legends and traditions of the South of Ireland von Thomas Crofton Croker übersetzten.

## Inhalt
Justin Mac Carthy von Ballinacarthy ist ein guter Herr und freigiebig mit seinem hervorragenden Weinkeller, nur hält es kein Mundschenk lange bei ihm aus. Da erbietet sich der Stallgehilfe. Er passt in sein neues Amt. Doch als er gegen Mitternacht Wein für die Jagdgesellschaft holen soll, hört er ein Brüllen hinter der Kellertür, das ihm die Sinne raubt. Der Herr muss selbst gehen und sieht einen kleinen, komisch gekleideten Kerl auf einer Flasche. Der Cluricaun nennt sich Naggenin, er kündigt an, bei einem Umzug mitzugehen, weshalb der Herr diesen Plan fallenlässt. Künftig muss er den Wein selbst holen. Doch der Keller wird nicht mehr gefüllt und verfällt nach seinem Tod.

## Anmerkung
Nach Grimm: In einer anderen Erzählung aus Cork dient ein Cluricaun dem Quäker Harris, indem er etwa den Bierhahn verstopft, wenn jemand vergisst, ihn zuzudrehen. Als die Köchin einmal nur etwas Hering und eine kalte Kartoffel für ihn übrig hat, reißt er sie nachts aus dem Bett und die Kellertreppe hinunter:
„Häringsgräten und Kartoffelschalen!
die Steine sollen dir den Kopf zerschlagen!“
Der Herr zieht um, über einen Fluss, damit der Cluricaun nicht folgen kann. Da springt er auf den Wagen und ruft „Meister, jetzt gehen wir, alle zusammen!“.
Ähnlich dänisch bei Thiele I., S. 136; Grimms Deutsche Sagen Nr. 93. Naggruin ist das kleinste Trinkmaß (von naggin, Kännchen, mit in als Verkleinerungsendung).